# Enotski kvadrat
Enôtski kvadrát je v matematiki kvadrat, ki ima dolžino stranic enako 1.
Običajno se enotski kvadrat misli kot kvadrat v kartezični ravnini z oglišči v točkah (0, 0), (1, 0), (0, 1) in (1, 1).

## Realna ravnina
V kartezičnem koordinatnem sistemu s koordinatama {\displaystyle (x,y)\,} je enotski kvadrat definiran kot kvadrat, ki ga sestavljajo točke, kjer {\displaystyle x\,} in {\displaystyle y\,} ležijo v enotskem intervalu od 0 do 1.

## Kompleksna ravnina
V kompleksni ravnini se nahajajo oglišča v 0, 1, i in 1 + i.